# Maria Elizabeth Holland
Maria Elizabeth Holland, née Armstrong le 24 avril 1836 à Uitenhage, Afrique du Sud et morte le 15 janvier 1878 à Londres, est une botaniste et une illustratrice sud-africaine.
Maria Elizabeth Holland était l'aînée de quinze enfants et était mariée à John Holland de Port Elizabeth. Son grand-père était Jacob Glen Cuyler (en), américain d'origine néerlandaise qui a joué un rôle important dans l'établissement des colons britanniques de 1820 au Cap-Oriental, en Afrique du Sud.
Elle recueille et dessine des spécimens de plantes dans les régions de Uitenhage et de Port Elizabeth et contribue ainsi au volume I (1860) du Thesaurus capensis de William Henry Harvey, qui l'a remerciée dans la préface du Flora Capensis (en).
Elle figure parmi les femmes qui ont parcouru l'Afrique pour apporter leur contribution à la science.

## Références

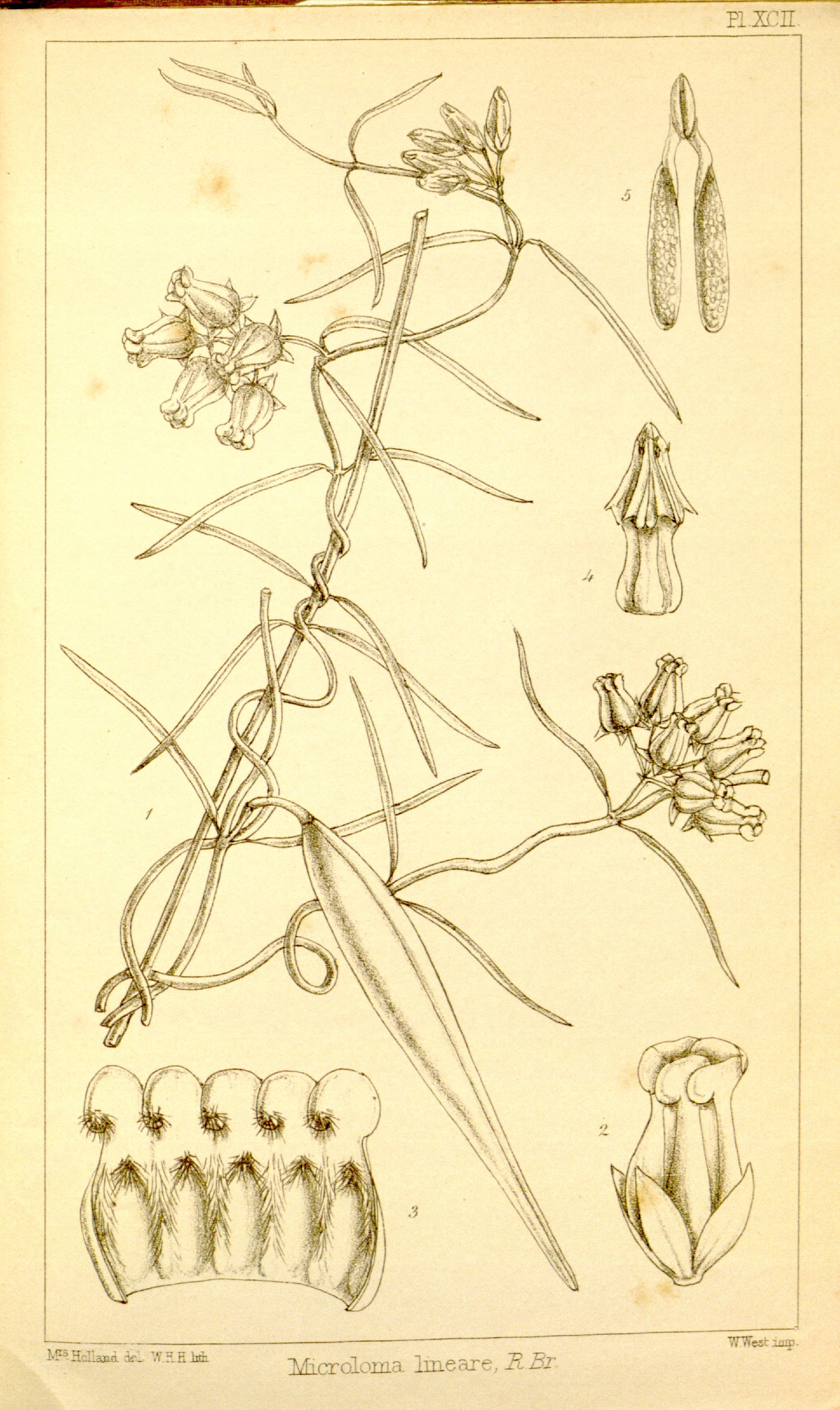
Microloma lineare à partir du Thesaurus capensis